# Winkelblok Steenhoffstraat
Het winkelblok Steenhoffstraat is een gemeentelijk monument aan de Steenhoffstraat 13-15a in de gemeente Soest in de provincie Utrecht.
Het gebouw werd in 1936 gebouwd door aannemer J.J. Schadewijk voor hemzelf en G. van den Berg. Schadewijk, die tevens veehouder en voorzitter van de Boerenleenbank was, ging er niet zelf wonen. Hij hield wel vaker panden die hij had gebouwd als belegging in bezit. De bouw ging onder leiding van architect P. Beekman. De aanbouw rechtsachter werd in 1976 gebouwd. De drie bouwlagen hebben een plat dak. Aan de voorzijde zijn twee hogere delen, met rechts een traptoren. Op de hoek met de Oude Raadhuisstraat staat nog een gedeelte van twee bouwlagen met een dakterras. Het blok is gebouwd met gele baksteen met tussen de vensters zwarte baksteen. Onder de boeiboorden is met geglazuurde tegels een ogenschijnlijke daklijst aangebracht. Dezelfde tegelsoort is ook gebruikt bij de vensters van de traptoren.
De winkelpuien met etalagevensters zijn in de loop der jaren meermalen aangepast.